# 리상푸
리상푸(중국어: 李尚福, 병음: Lǐ Shàngfú; 1958년 2월 출생)는 중국의 항공우주공학자이자 전직 군 행정가이다. 그는 2023년 3월부터 10월까지 제13대 국방부장과 중국 국무위원을 역임했다.
리상푸는 1982년 인민해방군(PLA)에 시창 위성발사센터의 기술자로 입대했다. 그는 시창 위성발사센터에서 31년간 근무했으며, 그중 10년은 센터장으로 재직했다. 리상푸는 2014년부터 2016년까지 인민해방군 총장비부 부부장, 2017년부터 2022년까지 중앙군사위원회(CMC) 장비발전부 부장을 역임했다. 2019년 7월에는 상장 계급을 수여받았고, 2022년 10월에는 중앙군사위원회 위원으로 임명되었다. 2023년 3월에는 제13대 국방부장 및 국무위원으로 임명되었다.
2023년 8월, 리상푸는 대중의 시야에서 사라졌고, 2023년 10월 24일에 직위에서 해임되었다. 그는 가장 짧게 재임한 국방부장이며, 인민해방군 전략지원부대 출신으로는 처음이다. 2024년 6월, 그는 부패 혐의로 중국공산당(CCP)에서 축출되었고 그의 사건은 형사 소송을 위해 군 사법부로 이관되었으며, 그의 상장 계급은 박탈되었다.

## 어린 시절
리상푸는 1958년 2월 쓰촨성 청두시에서 태어났으며, 그의 적관은 장시성 싱궈현이다. 그는 홍군 참전 용사이자 전직 PLA Railway Force 고위 장교였던 리샤오주(중국어: 李绍珠)의 아들이다. 리상푸는 1978년 중국인민해방군국방과기대학에 입학하며 인민해방군에 입대했으며, 1980년 6월에는 중국공산당에 입당했다. 1982년 졸업 후, 그는 시창 위성발사센터에서 기술자로 근무하기 시작했다.
리상푸는 충칭 대학에서 제어이론 및 제어공학 분야의 공학박사 학위를 취득했다.

## 경력
2003년 12월, 그는 45세의 나이로 센터장(사령관)으로 승진했다. 2006년에는 소장 계급을 얻었다. 시창 센터장으로 재임한 10년 동안, 리는 2010년 10월 창어 2호 달 탐사선 발사를 포함한 여러 로켓 발사를 감독했다.
시창에서 31년간 근무한 후, 리는 2013년에 인민해방군 총장비부(GAD) 참모장으로 임명되어 소장 상훙을 대체했다. 1년 후, 그는 GAD 부부장이 되었다.

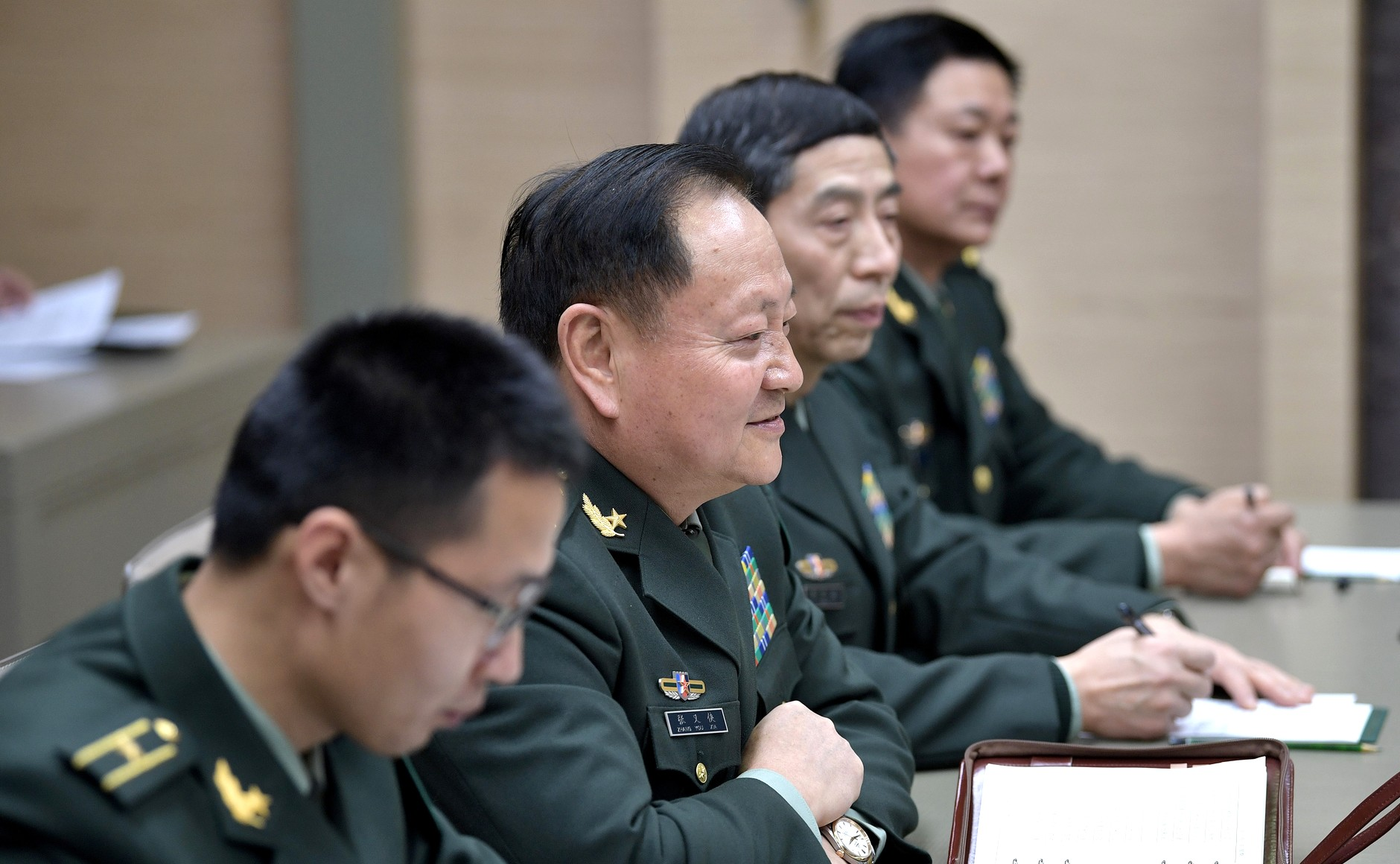
2017년 러시아 모스크바에서 리와 중국 대표단에 합류한 장유샤

2016년, 리는 새롭게 창설된 인민해방군 전략지원부대 부사령관으로 임명되었으며, 이 부대는 사이버 공간, 우주 및 기타 첨단 기술 전쟁을 담당한다. 그는 같은 해 중장 계급으로 승진했다. 2017년 9월, 리는 GAD의 후속 부서인 중앙군사위원회 장비발전부 부장으로 임명되어 상장 장유샤를 대체했다.
2017년 10월, 리는 제19차 중국공산당 중앙위원회 위원으로 선출되었다.
리상푸는 2006년 7월에 소장 계급을, 2016년 8월에 중장 계급을, 2019년 7월에는 상장 계급을 수여받았다.

### 중앙군사위원회
2022년 10월, 그는 당 총서기 시진핑에 의해 제20차 중국공산당 중앙군사위원회 위원으로 지명되었다. 그는 중앙군사위원회 위원 중 첫 번째 순위를 기록했다.
2023년 1월 18일, 리상푸는 중앙군사위원회 승진식에 참석했으며, 같은 해 3월 12일에는 웨이펑허의 후임으로 국무위원 겸 국방부장으로 임명되었다. 더 디플로맷에 따르면, 리의 승진은 중국과 미국 간의 기술 경쟁 심화 속에서 중국이 국방 현대화 프로그램에서 항공우주 분야를 우선시하려는 노력을 반영한다.

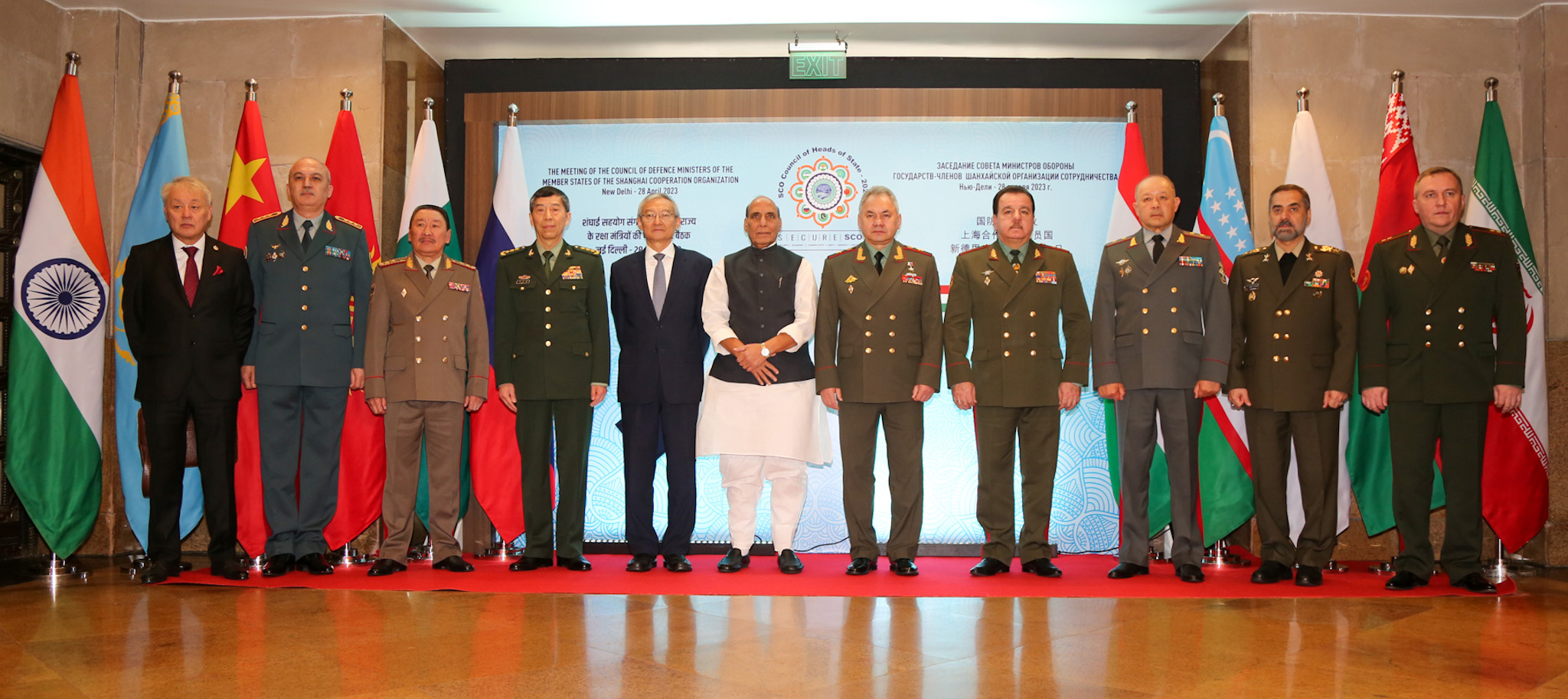
2023년 4월 28일 인도 뉴델리에서 열린 SCO 국방장관 회의에 참석한 리

2023년 4월 17일, 리는 러시아로 첫 해외 방문을 했다. 나흘간의 방문 동안 그는 모스크바에서 블라디미르 푸틴 러시아 대통령과 세르게이 쇼이구 국방장관을 만났다. 회담에서 그는 중국과 러시아 간의 유대가 '냉전 시대의 군사-정치 동맹을 능가한다'고 밝혔다. 4월 28일, 그는 뉴델리, 인도에서 열린 상하이 협력 기구 국방장관 회의의 일환으로 인도 국방장관 라즈나트 싱을 만났는데, 이는 2020년 인도-중국군 간의 국경 분쟁 이후 중국 국방장관의 첫 인도 방문이었다.
2023년 6월, 싱가포르에서 열린 2023년 IISS 아시아 안보회의에서 리는 미국과의 전쟁은 감당할 수 없는 재앙이 될 것이며, 양국 간의 최근 긴장 고조 속에서 미국과 중국 모두 더 많은 공통점을 찾아야 한다고 공개적으로 발언했다.

### 해임
2023년 9월, 로이터는 리가 중앙군사위원회 기율검사위원회(CMCCDI)의 반부패 조사를 받고 있다고 보도했다. 그의 부재는 미국 정부 관리들에 의해 관찰되고 추측되었으며, 이들은 파이낸셜 타임스에 리가 조사 중이라고 믿는다고 말했다.
2023년 10월 24일, 제14대 전국인민대표대회 상무위원회 제6차 회의는 리상푸를 국무위원 겸 국방부장 직위에서 해임하고, 친강을 국무위원 직위에서 해임하기로 결정했다. 그는 또한 중앙군사위원회에서도 해임되었다. 7개월의 재임 기간으로 리는 중화인민공화국에서 가장 짧게 재임한 국방부장이다. 그의 마지막 공개석상 등장은 2023년 8월 29일 베이징에서 열린 아프리카 국가들과의 안보 포럼에서 연설을 했을 때였다. 2024년 3월 4일, 전국인민대표대회 대변인 러우친젠은 리가 더 이상 전국인민대표대회 대표가 아니라고 발표했지만, 2024년 9월 13일 제14대 전국인민대표대회 상무위원회가 리의 해임을 발표하기 전까지는 리의 해임이나 사임에 대한 공식 발표는 없었다.
2024년 6월 27일, 중국공산당 중앙정치국은 리가 전 국방부장 웨이펑허와 함께 "기율 및 법률 위반"으로 당에서 축출되었으며, 사건은 형사 기소를 위해 인민해방군 검찰 기관으로 이송되었고, 리는 재정적 뇌물을 수수하고 다른 사람에게 뇌물을 준 혐의를 받고 있다고 발표했다. 두 사람 모두 상장 계급도 박탈되었다. 2024년 7월, 제20차 중국공산당 중앙위원회의 제3차 전체회의는 리의 축출 결정을 확정했다.

## 논란

### 미국 제재
2018년 9월 20일, 리상푸는 장비발전부와 함께 미국 연방 법률인 CAATSA에 따라 제재를 받은 "개인과의 중대한 거래"에 관여한 혐의로 미국 정부의 제재를 받았다. 이는 "러시아가 중국에 Su-35 전투기와 S-400 지대공 미사일 시스템 관련 장비를 이전한 거래" 때문이었다. 그 결과, 그는 미국의 특별 지정 국민 및 차단 대상에 포함되었다. 미국이 그에게 부과한 제재에도 불구하고, 그는 미국 측 카운터파트와 공식 회담을 진행할 수 있었지만, 그의 제재 지정을 면제하는 예외는 발행되지 않을 것이다.
2023년 5월 21일, 미국 대통령 조 바이든은 자신의 행정부가 리에 대한 제재 해제를 고려하고 있다고 밝혔다. 그러나 5월 22일 기자 브리핑에서 미국 국무부 대변인 매슈 밀러는 미국이 제재 해제를 고려하고 있지 않다고 밝혔다.